# (10745) Arnstadt
(10745) Arnstadt ist ein Asteroid des Hauptgürtels, der am 11. Januar 1989 vom deutschen Astronomen Freimut Börngen an der Thüringer Landessternwarte Tautenburg (IAU-Code 033) in Thüringen entdeckt wurde. Erste Sichtungen des Asteroiden hatte es bereits im März 1950 und März 1956 am Palomar-Observatorium in Kalifornien gegeben.
(10745) Arnstadt wurde am 24. Januar 2000 nach der Kreisstadt Arnstadt in Thüringen benannt, die mit der urkundlichen Ersterwähnung im Jahr 704 die älteste Stadt in Thüringen und eine der ältesten Städte Deutschlands außerhalb der römischen Siedlungsgebiete ist.